# Tournoi féminin de l'Union nord-africaine de football 2023
Navigation
Tunisie 2020
Le tournoi féminin de l'Union nord-africaine de football 2023 est la troisième édition du tournoi féminin de l'Union nord-africaine de football. 
La compétition était prévue de se dérouler en Égypte du 18 au 26 septembre 2023.

## Participants
La compétition devait initialement avoir lieu en Tunisie. Mais cette dernière étant dans l'incapacité de l'organiser, la compétition est délocalisée en Égypte pour la période du 11 au 18 février 2023, avec Le Caire comme ville hôte du tournoi.
Si l'Algérie confirme sa participation à la compétition le 12 janvier 2023, le Maroc quant à lui, qui prépare la Coupe du monde 2023, préfère décliner l'invitation.
Le tournoi est reporté dans un second temps pour le mois de septembre. Mais celui-ci ne peut se tenir à cette date en raison de la participation de l'Algérie, de l'Égypte et de la Tunisie au premier tour des qualifications à la CAN 2024.

## Lieu
| \| Localisation sur la carte d'Égypte · Le Caire \| Localisation sur la carte d'Égypte Le Caire. |
| Localisation sur la carte d'Égypte · Le Caire                                                    |

| Localisation sur la carte d'Égypte · Le Caire |